# Lennart Forsling
Lennart Forsling, född 1937 i Hofors, är en svensk akvarellist och grafiker. 
Forsling studerade vid Högre konstindustriella skolan i Stockholm och  grafiklinjen vid ABF.s konstskola. Separat har han ställt ut på bland annat Gröna Paletten, Prisma och De Unga i Stockholm, Händer i Malmö samt på Galleri Hamar i Norge. Hans konst består av landskapsmålningar där han har fångat skiftningarna i naturlandskapet, berg, skog, vinterfjäll och sommarsjöar utförda i akvarell som grafiker arbetar han med linoleumsnitt, akvatint- och linjeetsning. 